# The Bank Job
The Bank Job (bra: Efeito Dominó; prt: O Golpe de Baker Street)  é um filme de suspense britânico que estreou em Londres em 18 de fevereiro de 2008.

## Sinopse
O filme retrata a história de um assalto a um banco premeditado por bandidos amadores, mas que é armado pelos grandes poderosos de Londres dos anos 70. Atrás de fotos comprometodoras da realeza britânica, altas autoridades armam um assalto a um banco, e depois a situação sai do controle.

## Elenco
- Jason Statham (Terry Leather)
- Saffron Burrows (Martine Love)
- David Suchet (Lew Vogel)
- Richard Lintern (Tim Everett)
- Stephen Campbell Moore (Kevin Swain)
- James Faulkner (Guy Arthur Singer)
- Daniel Mays (Dave Shilling)
- Alki David (Bambas)
- Michael Jibson (Eddie Burton)
- Georgia Taylor (Ingrid Burton)
- Keeley Hawes (Wendy Leather)
- Dan Gallagher (Detetive Gerald Pyke)
- Sharon Maughan (Sonia Bern)
- Gerard Horan (Sargento Roy Given)
- Peter Bowles (Miles Urquhart)
- Craig Fairbass (Detetive Nick Barton)
- Alistair Petrie (Philip Lisle)
- Johann Urb (Brandon)